# Maureen Lipman
Maureen Diane Lipman (Hull, 10 de mayo de 1946) es una actriz británica de cine, teatro y televisión, columnista y comediante.

## Biografía
Lipman nació en la ciudad de Hull en el Yorkshire del Este, hija de Maurice Julius Lipman y Zelma Pearlman.
Su padre era sastre;
tenía una tienda entre la galería de arte Ferens y el Monument Bridge (puente del monumento). Asistió a la escuela de niñas en Newland Hull,
y actuó en espectáculos escolares. En 1961 asistió como adolescente (tenía 15 años) a los primeros recitales de los Beatles, y vio quince veces la película Butterfield 8 ―con la actriz londinense Elizabeth Taylor (1932-2011)―.
Su madre la animó a seguir una carrera como actriz. Cuando terminó la secundaria se mudó a Londres, donde estudió en la London Academy of Music and Dramatic Art (Academia de Música y Arte Dramático de Londres).

### Carrera
Lipman debutó en la obra de teatro The Knack en el teatro Palace Theatre, en Watford (al norte del Gran Londres).
Entre 1971 y 1973 trabajó con la National Theatre Company (Compañía Nacional de Teatro), dirigida por el actor Laurence Olivier, en el teatro Old Vic (en el centro de Londres).
Desde 1973 trabajó con la Royal Shakespeare Company (Compañía Real de Shakespeare) en Stratford upon Avon (el lugar de nacimiento de William Shakespeare.
Hizo su debut en cine en la película Up the Junction (Hasta el cruce, 1968).
Después de sus primeras apariciones en las comedias de situación
The Lovers, y
Doctor at Large, y un papel en The Evacuees (1975),
Lipman se hizo famosa en la televisión en la comedia de situación
Agony (Agonía, 1979), en la que interpretaba a una aunt agony (‘tía en la agonía’), una consejera en la columna del corazón en un periódico, con una vida privada extremadamente problemática. Fue la protagonista en la serie de televisión All at No. 20 (Todos en el n.º 20).
Interpretó a Joyce Grenfell en la serie biográfica: Re: Joyce!, que ella coescribió con el director y dramaturgo James Roose-Evans (1927-). Otro de sus personajes memorables fue la abuela judía Beatrice Bellman (Beatie/BT), en una serie de anuncios de televisión para British Telecom. Trabajó en el teatro durante más de treinta años. Entre muchos personajes, hizo la tía Eller en el musical Oklahoma! en el Teatro Nacional, con el actor Hugh Jackman (1968-).
En 2002 interpretó a la estirada casera Lillian Spencer en la película Coronation Street, y a la madre de Adrien Brody en la premiada película de Roman Polanski El pianista.
Durante más de una década escribió una columna mensual para la revista estadounidense Good Housekeeping, lo que dio lugar a varios libros autobiográficos, incluyendo
How Was It For You?,
Something To Fall Back On,
Thank You For Having Me,
You Can Read Me Like A Book and Lip Reading
Más recientemente, Lipman escribió una columna semanal en el diario The Guardian. En 2006 representó a la villana The Wire en el episodio «La caja tonta» de la serie de ciencia ficción Doctor Who. En 2005 y 2006 interpretó a la excéntrica y desafinada soprano Florence Foster Jenkins (1868-1944) en Glorious!, en el Duchess Theatre en el West End de Londres, por la que fue nominada a los premios Olivier.
En 2004, después de la muerte de su esposo, el dramaturgo Jack Rosenthal (1931-2004) ―con quien estuvo casada desde 1974―, Lipman completó la autobiografía en la que él había estado trabajando en sus últimos años, By Jack Rosenthal.
Su hija ―la dramaturga Amy Rosenthal (1974-)― escribió una adaptación de esa autobiografía, Jack Rosenthal's Last Act (El acto final de Jack Rosenthal), que Lipman protagonizó en BBC Four en julio de 2006. Ella ha creado varios volúmenes de su propia autobiografía en sus columnas en la revista Good Housekeeping.
Recientemente publicó The Gibbon's In Decline But The Horse Is Stable, un libro de poemas sobre animales, para recaudar dinero para la ONG (organización no gubernamental) Myeloma UK (Mieloma Reino Unido), para combatir el cáncer por el que falleció su esposo (mieloma múltiple).

### Vida personal y política
Lipman es judía. Estuvo casada con el dramaturgo Jack Rosenthal desde 1974
hasta la muerte de él en 2004, y trabajó en muchas de las obras de teatro que él escribió. Tuvieron dos hijos, ambos escritores, Adam y Amy Rosenthal.
Lipman era partidaria del Partido Laborista.
En octubre de 2014 declaró que no seguiría votando por los laboristas porque dicho partido apoyó el reconocimiento de Palestina como Estado.
Forma parte del consejo editorial de la revista judía Jewish Renaissance (Renacimiento judío).
Lipman apoya el trabajo de la Burma Campaign UK, la ONG (organización no gubernamental) más grande de Europa que trabaja en el proceso de democratización en Birmania. También apoya a la ONG Birmania, una organización benéfica no política que ofrece a los estudiantes de Birmania la oportunidad de estudiar en universidades fuera de Birmania.
Lipman ha apoyado a Israel durante el conflicto entre Israel y Hezbolá (en 2006), en que el Ejército israelí ―para vengar la muerte de 43 civiles israelíes a manos de la organización armada palestina Hezbolá― atacó poblaciones en el Líbano, matando a 1109 hombres, mujeres y niños.
El 13 de julio de 2006, en un debate en el programa This Week (en la BBC), Lipman afirmó que «para los israelíes la vida humana no es barata, en cambio la vida humana del otro lado es bastante barata en realidad, porque les atan bombas a las personas y las envían a hacerse explotar».
Estos comentarios fueron condenados por la columnista feminista británica Yasmin Alibhai-Brown (1949-), quien dijo «brutalmente clara, ella no ve ninguna equivalencia entre las vidas de las dos tribus».
El periodista John Pilger publicó un artículo en la revista de izquierda New Statesman en el que criticó a la BBC por haber permitido a Lipman ―a quien describió como «un judía promotora de buenas causas seleccionadas» presentar sus observaciones racistas sin ninguna reacción (repregunta) por parte del periodista entrevistador.
Lipman replicó a la acusación de racismo de Alibhai-Brown con el argumento de que el entrevistador había tergiversado deliberadamente los comentarios de Lipman como generalizaciones acerca de los musulmanes en lugar de ser comentarios específicos contra los terroristas.
En el periódico The Jewish Chronicle, Lipman afirmó que la cobertura mediática del conflicto fue «muy distorsionada»:

«Prácticamente no hay ninguna filmación de un misil lanzado contra Israel, ni tampoco nadie presenta evidencias de los daños, ni de los 250 000 refugiados que han huido hacia el centro de Israel, y de que haya cohetes dirigidos contra Israel diariamente desde que Israel se retiró de Gaza, ni del daño que hacen los 100 cohetes diarios de Hezbolá...

En São Paulo, Somalia y Darfur se están asesinando más personas que en este conflicto. ¿Dónde está la cobertura? Es como si la guerra de Irak se hubiera detenido por completo, mientras que esta cobertura continua sobre las matanzas en el Líbano sigue y sigue y sigue... A veces pienso que Israel debería prohibir la prensa, como hace Zimbabue. Sin embargo, Israel es una democracia, y se comporta en consecuencia...

«Yo respeto la libertad de expresión, pero desprecio a los 300 firmantes [de la carta en contra de la invasión, publicada en los periódicos The Times y The Independent]. A los judíos británicos asimilados, a veces autodespreciados, tales como Gerald Kaufman y Harold Pinter les digo: ¿adónde van a ir cuando la mierda llegue al ventilador? No importa si están en el Parlamento o se casan con la aristocracia, ya no habrá un Israel que los reciba, así como ha recibido a tantos otros antes. ¿Por qué no pusieron su carta en un periódico israelí? Porque es más importante impresionar a sus compañeros británicos que lograr un cambio en la situación. ¿Dónde están sus firmas contra Birmania, Nepal, Tíbet y Zimbabue?»
There is rarely any film of rockets being fired into Israel, nor any mention of the damage, nor of the 250,000 refugees who have fled to the centre of Israel, nor of rockets targeting Israel every day since it withdrew from Gaza, nor the damage done by 100 Hizbollah rockets a day...

More people are being killed in São Paulo, Somalia and Darfur than in this conflict. Where is the coverage? It is as if the Iraq War has completely stopped while this blanket coverage in Lebanon goes on and on and on... I sometimes think Israel should ban the press as Zimbabwe has. They are a democracy, though, and behave accordingly...

I respect freedom of speech, but I’m contemptuous of the 300 signatories [to the anti-invasion Times advert and The Independent letter]. To English, assimilated, sometimes self-despising Jews such as Gerald Kaufman and Harold Pinter, I say: where are you going to go when the shit hits the fan? It doesn’t matter if you stand in Parliament or marry into the aristocracy, there will be no Israel to receive you, as they have received so many before. Why didn’t they put their ad in an Israeli newspaper? Because it is more important to impress their fellow Englishmen than to effect change in the situation. Where are their signatures against Burma, Nepal, Tibet and Zimbabwe?

En una entrevista en enero de 2015 en la radio LBC, Lipman dijo que estaba considerando la posibilidad de emigrar a Estados Unidos o a Israel en respuesta a lo que ella considera un aumento del antisemitismo en Reino Unido.
En mayo de 2015, Maureen Lipman se unió al grupo Federación Sionista para protestar contra el estreno en Londres de una obra palestina de teatro, El cerco, en el Battersea Arts Centre.

## Premios y nominaciones
En 1985 fue galardonada con el Premio Laurence Olivier al mejor desempeño en una comedia teatral (por la temporada 1984 de See How They Run.
En 1994, la Universidad de Hull le concedió un doctorado honorario.
En 1998, su espectáculo Live and Kidding realizado en el Duchess Theatre, fue nominado para el premio Laurence Olivier al mejor espectáculo de la temporada 1997.
En 1999 fue hecha «comandante del Imperio británico» (CBE).
En 2003 fue nominada a los Polish Film Awards (Premios de Cine Polaco) como mejor actriz de reparto por la película El pianista (2002).
En 2005 recibió el premio Jewish Care Woman Distinction Award.
En 2012, la Universidad de Tel Aviv la nombró doctora honoris causa.

## Filmografía

### Televisión
- 1971: Doctor at Large (serie cómica de televisión británica), en el episodio «Saturday Matinee».
- 1973: Thriller (episodio «File It Under Fear»).
- 1975: The Evacuees (película de televisión).
- 1976: The Sweeney, como la Sra. Smedley
- 1979: The Knowledge (película de televisión), como Brenda Weller
- 1979-1981: Agony, como Jane Lucas
- 1982: Smiley's People, como Stella Craven
- 1985: Love's Labours Lost (BBC), como la princesa de Francia
- 1985: On Your Way, Riley, como Kitty McShane
- 1986: A Little Princess, como la Srta. Minchin
- 1986-1987: All at No. 20, como Sheila Haddon
- 1992: The Enid Blyton Story, como Enid Blyton
- 1995: Agony Again, como Jane Lucas
- 1996: Eskimo Day, como Shani Whittle
- 2002: Coronation Street, como Lilian Spencer
- 2003: Jonathan Creek (episodio «The Tailor's Dummy»), como Louise Bergman
- 2006: Doctor Who (episodio «The Idiot's Lantern»), como la villana The Wire.
- 2007: Casualty como Hannah Liddell.
- 2008: The Agent, como Charlie[20]
- 2008-2009: The Paul O'Grady Show, como ella misma
- 2009: Skins, como la tía Elizabeth[21]
- 2009: Minder (episodio «The Art of the Matter»), como Anita Richardson
- 2009-2010: Ladies of Letters, como Irene Spencer
- 2010: Loose Women, como ella misma
- 2010: Tinga Tinga Tales, como la voz de Hummingbird
- 2011: Holby City, como Bonnie Waters
- 2012: NETFLIX Advert, como ella misma
- 2012: Midsomer Murders, como Mags Dormer
- 2015: Bull, como Beverley Bull.

### Cine
- 1968: Up the Junction, como Sylvie
- 1969: The Smashing Bird I Used to Know, como Sarah
- 1971: Gumshoe por Stephen Frears, como Naomi
- 1982: Outside Edge, como Maggie
- 1983: Educating Rita, como Trish
- 1984: See How They Run.
- 1985: National Lampoon's European Vacation, como Lady in Bed
- 1985: Water, como Margaret Thatcher
- 1992: Carry on Columbus, como la condesa Esmeralda
- 1999: Oklahoma!, como la tía Eller
- 1999: Solomon & Gaenor, como Rezl
- 2002: The Pianist, como la Sra. Szpilman, madre del personaje interpretado por el actor Adrien Brody. Nominada en 2003 a los Polish Film Awards (Premios de Cine Polaco) como mejor actriz de reparto.
- 2008: The Agent.
- 2012: Run for Your Wife, como Mujer que hace ejercicio
- 2012: Metamorfosis, de Franz Kafka, como la Sra. Samsa